# Llibre Vermell de Montserrat
Llibre Vermell de Montserrat (phát âm tiếng Catalunya: [ˈʎiβɾə βərˈmɛʎ ðə munsəˈrat], "Cuốn sách đỏ Montserrat") là một bộ sưu tập bản thảo các văn bản từ thế kỷ 14 tại tu viện Montserrat ngoài Barcelona ở Catalunya (Tây Ban Nha).

## Bản thảo
Bản thảo đã được chuẩn bị trong khoảng 1399. Nó ban đầu chứa 172 trang đôi, trong đó 32 đã bị mất. Các ca khúc hoàn toàn không có tác giả.

## Âm nhạc
Các bài hát được viết cho những người hành hương hát và nhảy. Ca khúc được viết bằng tiếng Catlan, Occitan và Latin. Các bài hát có rất nhiều đặc điểm của các bài hát dân gian cũng như những bài thánh ca. Một số là đơn âm.

## Ghi âm
- 1979 - Llibre Vermell de Montserrat. A fourteenth century pilgrimage. Hespèrion XX, Jordi Savall
- 1992 - Llibre Vermell - Pilgrim Songs & Dances. New London Consort, Philip Pickett
- 1995 - Llibre Vermell de Montserrat - Cantigas de Santa Maria. Alla Francesca
- 1996 - "Los set goyts" and "Imperayritz de la ciutat joyosa" recorded by Angelo Branduardi in the album Futuro antico.
- 2007 - Llibre Vermell. Choeur de chambre de Namur, Psallentes, Les Pastoureaux, Millenarium, directed by Christophe Deslignes. RIC 260.
- 2001 - Un Llibre Vermell, chants et danses des pèlerins de Montserrat. Camerata Vocale de Brive; Ens. Le Concert dans l'Oeuf; Capella Silvanensis, Directed by Jean-Michel Hasler. Collection Romane CR 106